# Wicked problem
Wicked problem é, no planejamento e na política, um  um problema difícil ou impossível de resolver devido a requisitos incompletos, contraditórios e mutáveis que geralmente são difíceis de reconhecer. Refere-se a uma ideia ou problema que não pode ser resolvido, onde não existe uma solução única para o problema; e "wicked" denota resistência à resolução, ao invés do mal. Outra definição é "um problema cuja complexidade social significa que não tem um ponto de parada determinável". Além disso, por causa de interdependências complexas, o esforço para resolver um aspecto de um problema perverso pode revelar ou criar outros problemas.
A frase foi originalmente usada no planejamento social. Seu sentido moderno foi introduzido em 1967 por C. West Churchman em um editorial convidado que Churchman escreveu na revista Management Science, respondendo a um uso anterior do termo por Horst Rittel. Churchman discutiu a responsabilidade moral da pesquisa operacional "para informar o gerente a respeito do que nossas 'soluções' não conseguiram domar seus problemas perversos". Rittel e Melvin M. Webber descreveram formalmente o conceito de problemas perversos em um tratado de 1973, contrastando problemas "perversos" com problemas relativamente "mansos" e solúveis em matemática, xadrez ou resolução de quebra-cabeças.